# Macrosyringion longiflorum
Macrosyringion longiflorum är en snyltrotsväxtart som först beskrevs av Vahl, och fick sitt nu gällande namn av Werner Hugo Paul Rothmaler. Macrosyringion longiflorum ingår i släktet Macrosyringion och familjen snyltrotsväxter. Inga underarter finns listade i Catalogue of Life.